# Weißer Berg bei Spiegelhagen
Weißer Berg bei Spiegelhagen este o arie protejată (arie specială de conservare — SAC, sit de importanță comunitară — SCI) din Germania întinsă pe o suprafață de 9,45 ha, integral pe uscat.

## Localizare
Centrul sitului Weißer Berg bei Spiegelhagen este situat la coordonatele 53°05′43″N 11°55′18″E / 53.0953°N 11.9217°E.

## Înființare
Situl Weißer Berg bei Spiegelhagen a fost declarat sit de importanță comunitară în martie 2004.

## Biodiversitate
Situată în ecoregiunea continentală, aria protejată conține 2 habitate naturale: Pajiști calcaroase din nisipuri xerice, Păduri central-europene de pin scoțian cu licheni.
La baza desemnării sitului se află un număr nedeclarat de specii protejate.